# سيات أتيكا
سيات أتيكا هي سيارة رياضية للشركة الإسبانية سيات.
سيات أتيكا SEAT Ateca هي سيارة كروس أوفر مدمجة (فئة سي) تصنعها شركة صناعة السيارات الإسبانية سيات. أتيكا تقع في قطاع سي ذات الدفع الرباعي، أسفل تاراكو وفوق أرونا. تم الكشف عن أتيكا كسيارة إنتاج في 1 مارس 2016 في برشلونة.

## نظرة عامة
ظهرت أتيكا لأول مرة كمركبة مفهوم، سيات إبكس، في معرض جنيف للسيارات 2011، تليها سيات 20V20 الاختبارية في معرض جنيف للسيارات 2015.
تم طرح النسخة الإنتاجية في مارس 2016 وتم طرحها للبيع اعتباراً من سبتمبر 2016. تمشيا مع تقليد سيات في تسمية سياراتها بعد الأماكن الإسبانية، تم تسمية أتيكا على اسم قرية أتيكا إلى الغرب من سرقسطة، وليس بعيداً عن مصنع الشركة ومقرها الرئيسي في برشلونة.

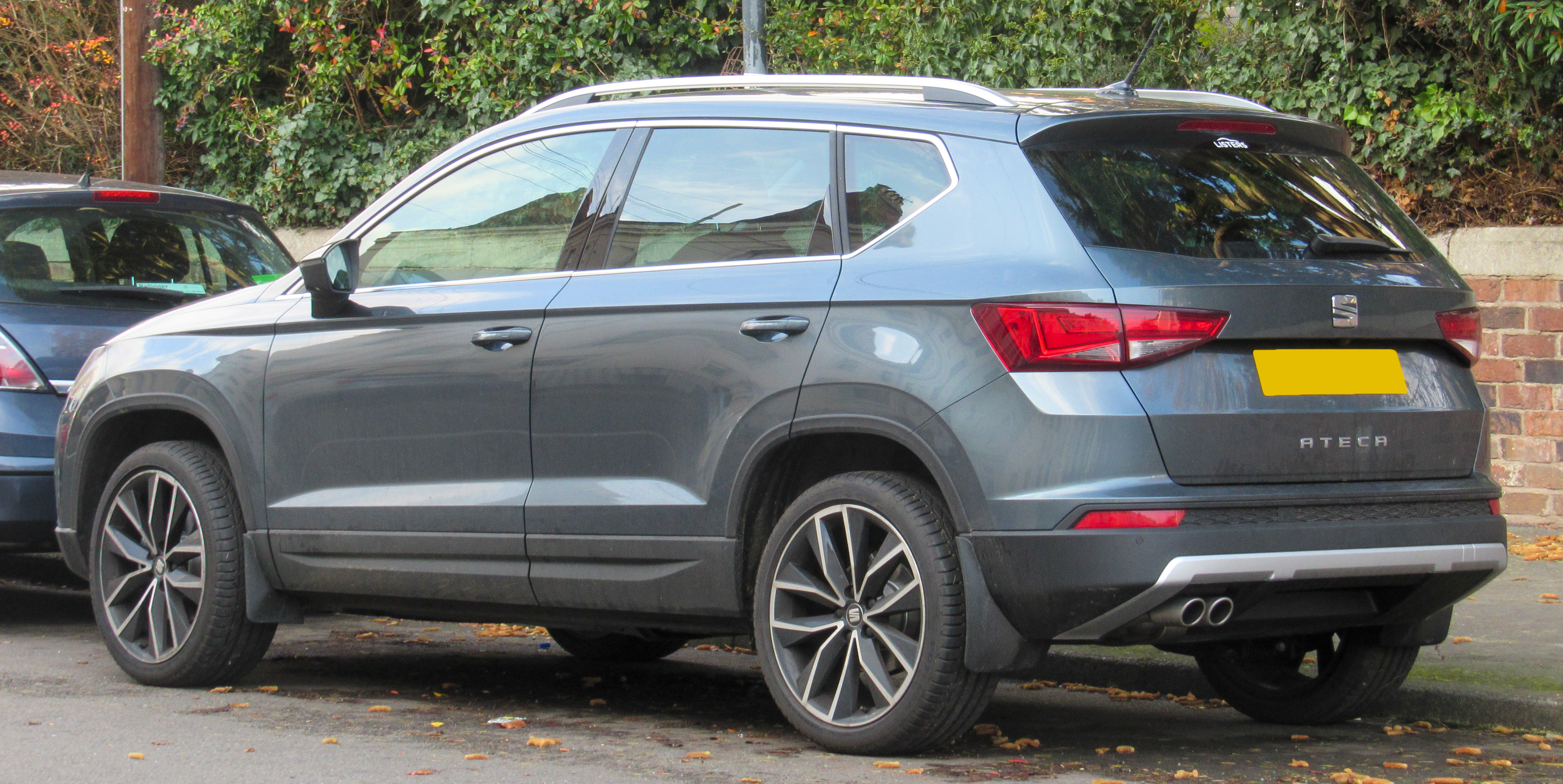
سيات أتيكا إكسيلنس (2017)

كجزء من سياسة مجموعة فولكس فاجن لصنع نماذج مماثلة مع منصات مشتركة في نفس المصنع، لا يتم إنتاج أتيكا في إسبانيا، بل يتم إنتاجه في منشأة إنتاج شكودا في كفاسيني جنباً إلى جنب مع شكودا كاروك لخفض التكاليف.
أعلى طراز النطاق هو  إكسيلانس. يتميز هذا الطراز بمقاعد جلدية، وشاشة تعمل باللمس مقاس 8 بوصات، وعجلات معدنية مقاس 18 بوصة، وعجلة ضبط للقيادة، مما يتيح لك الاختيار من بين الرياضة والعادية والبيئية والفردية والطرق الوعرة والثلجية. متوسط المدى هو إصدار سي، وأسفل النطاق هو إصدار أس.

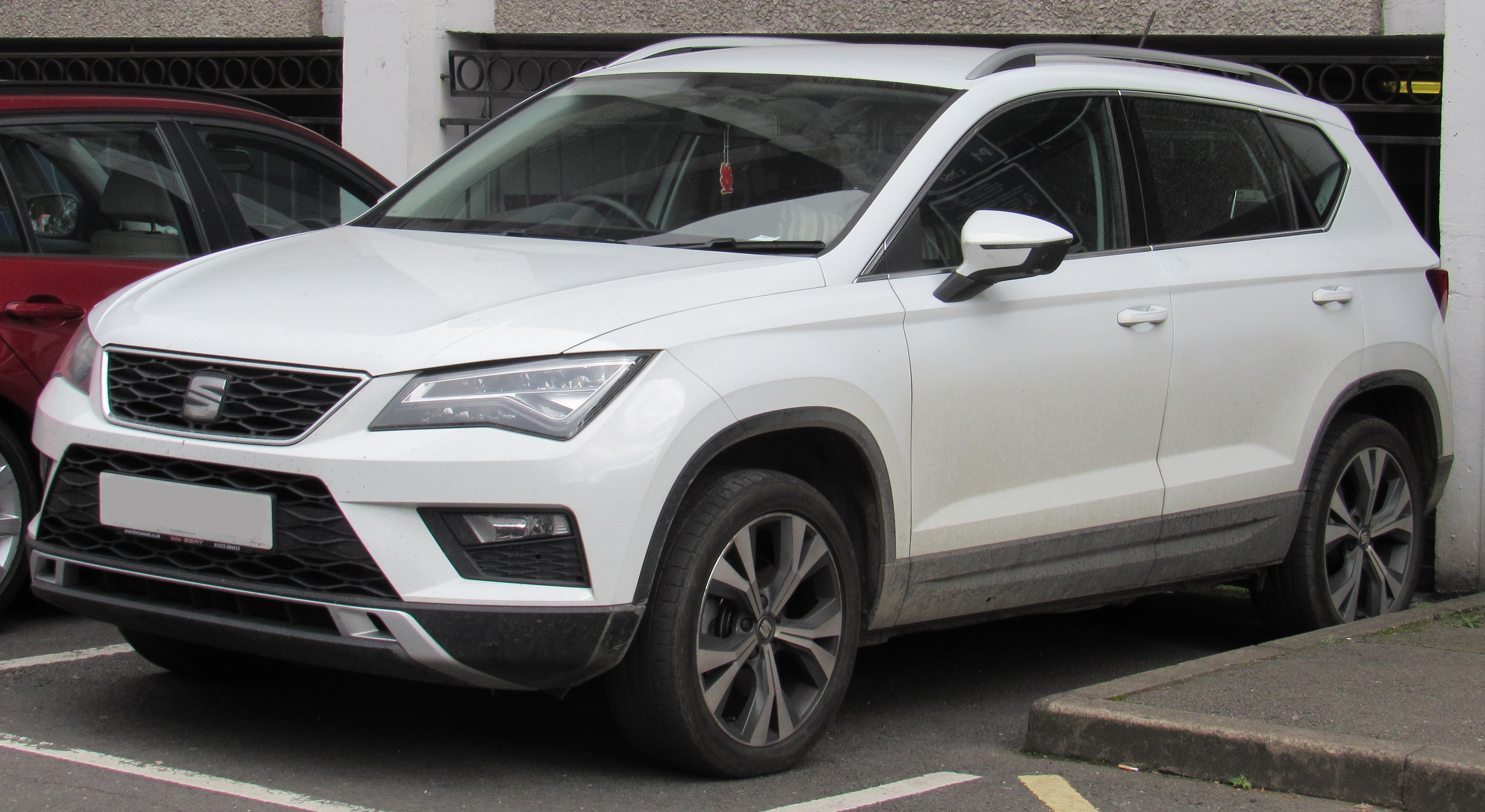
سيات أتيكا سي تتش (2016)

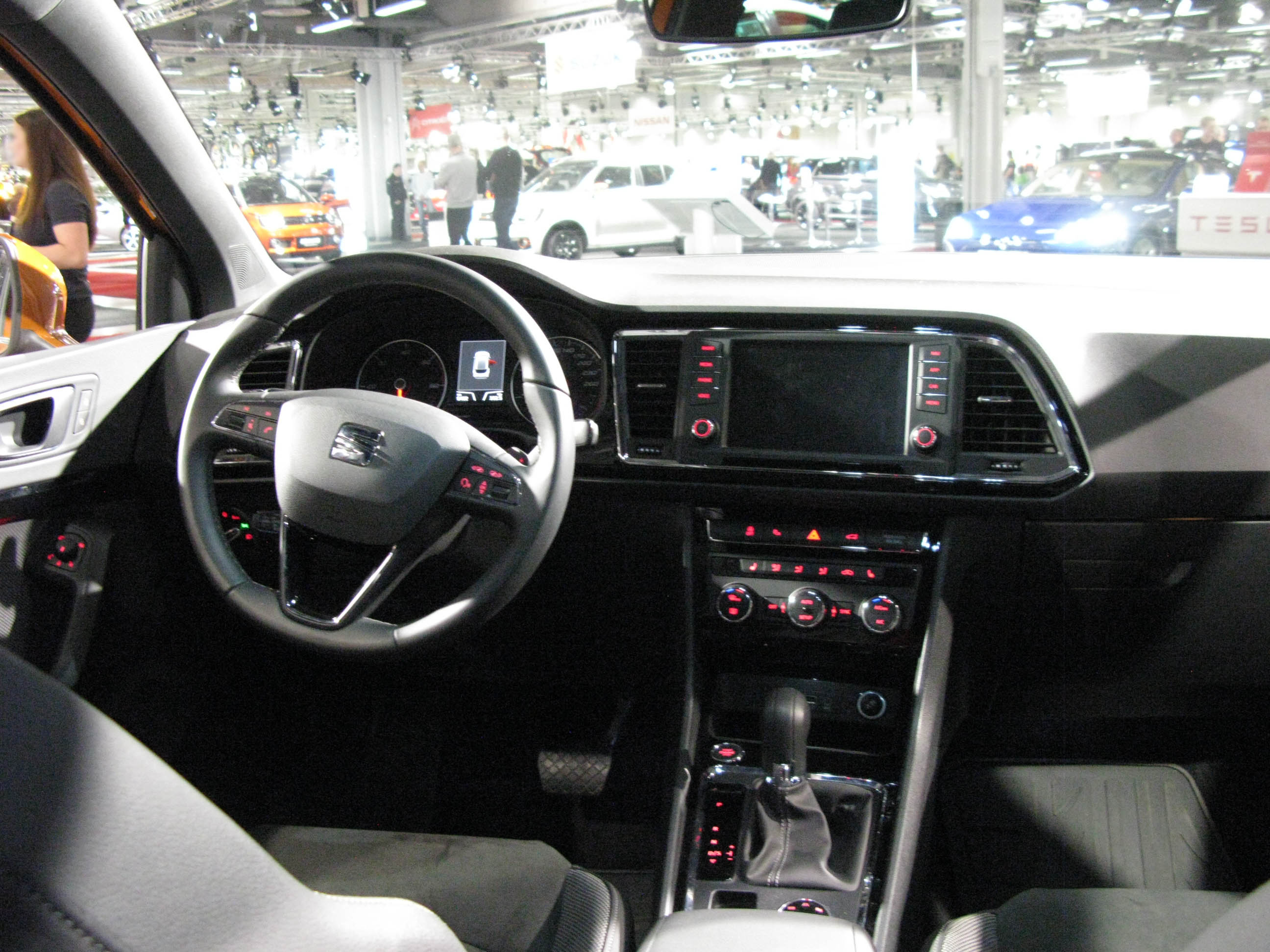
سيات أتيكا من الداخل

### مجموعة نقل الحركة
محرك البنزين المبتدئ عبارة عن وحدة شحن توربيني ثلاثية الأسطوانات سعة 1.0 لتر بقوة 115 حصان (85 كيلو واط، 113 حصان).
يتوفر محرك البنزين الآخر المتوفر بمحرك إيكو تي سي آي سعة 1.4 لتر بقوة 150 حصاناً (110 كيلوواط، 148 حصاناً) مشترك مع فولكس فاجن غولف وسيات ليون، وهو قادر على إغلاق الأسطوانات لتوفير الوقود عندما لا تكون هناك حاجة إليها.
محركات الديزل 1.6 لتر مع 115 حصان (85 كيلوواط، 113 حصان) وانبعاثات ثاني أكسيد الكربون تبلغ 112 جم / كم، وهي ذات الدفع بالعجلات الأمامية فقط، و2.0 يتم تقديمها بمخرجين من الطاقة: 150 حصان (110 كيلو واط؛ 148 حصان) و190 حصان (140 كيلو واط، 187 حصان). حتى أكثر أنواع الديزل قوة مع الدفع الرباعي تنبعث منها 131 جم / كم.
سيتم تسمية طرازات أتيكا ذات الدفع الرباعي بـ 4 درايف، وتقتصر على محرك ديزل بقوة 150 حصان (110 كيلو واط، 148 حصان) و190 حصان (140 كيلو واط، 187 حصان) في طراز إكسيلانس عالي المواصفات. يتوفر ناقل حركة دي سي جي بـ 7 سرعات في محركات الديزل هذه.

### المحركات

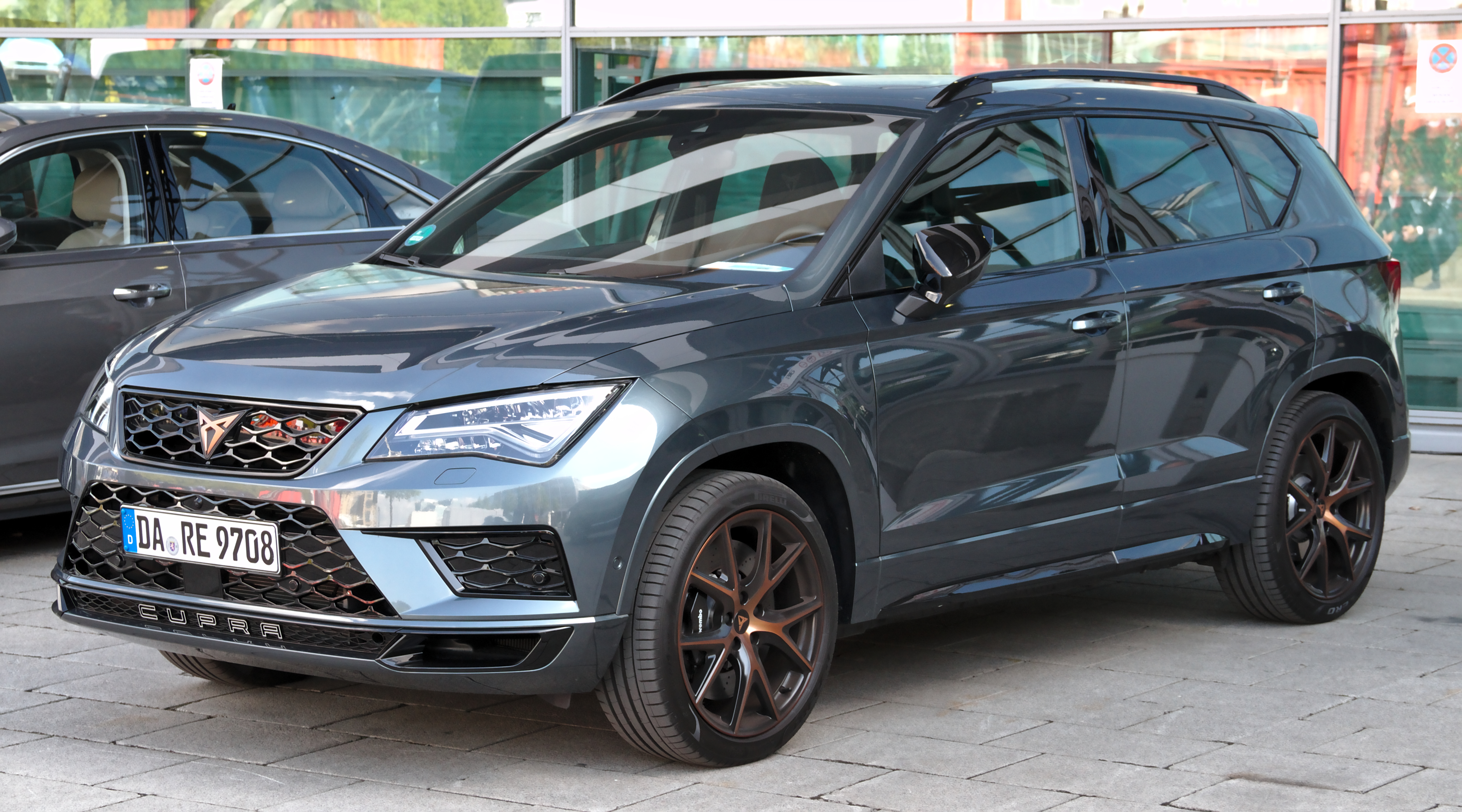
كوبرا أتيكا (2019)

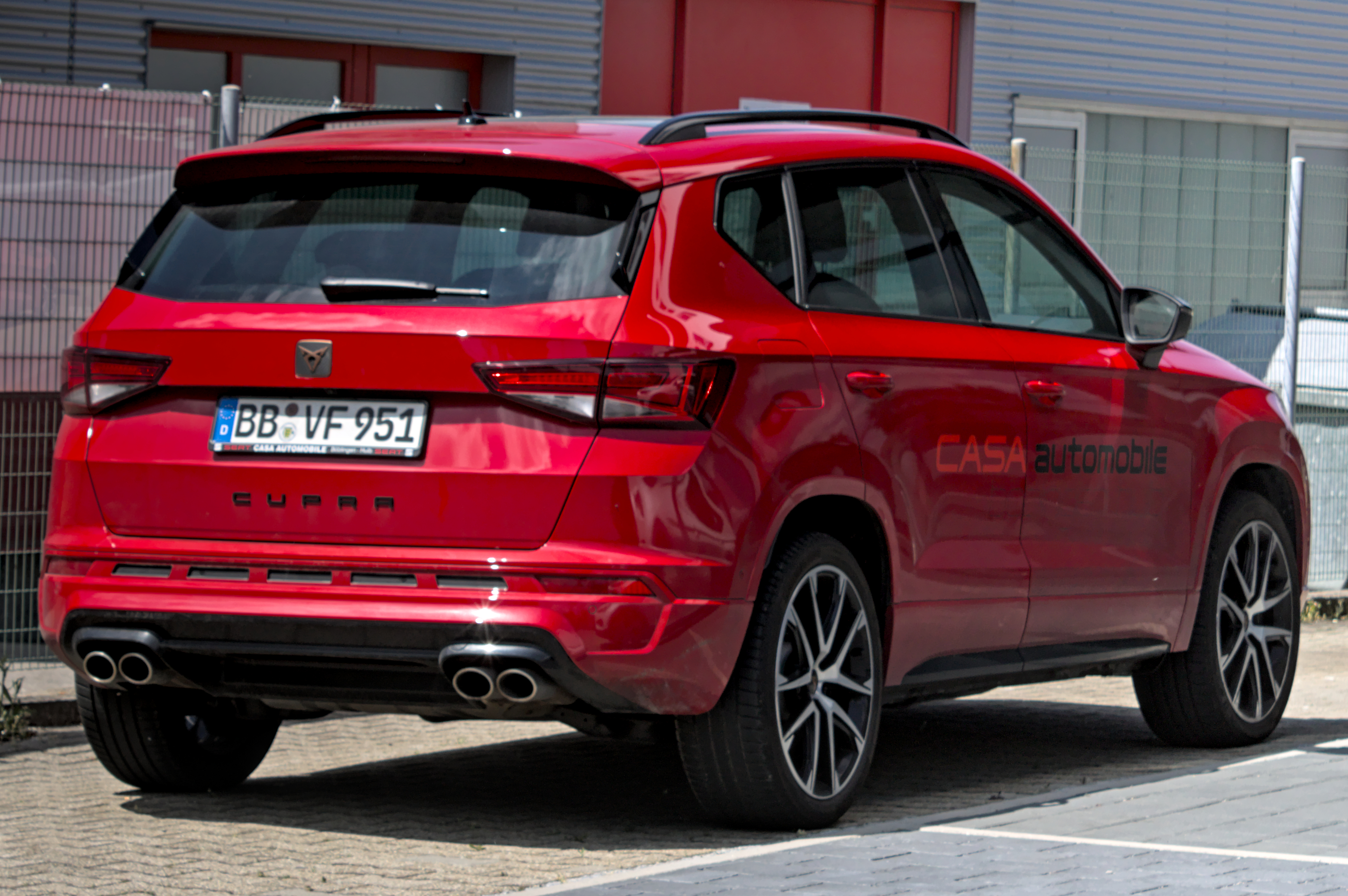
كوبرا أتيكا (2019)

| النموذج                   | الإزاحة        | القوة - الطاقة                    | عزم الدوران                 | ناقل الحركة                |
| ------------------------- | -------------- | --------------------------------- | --------------------------- | -------------------------- |
| محرك البنزين              |                |                                   |                             |                            |
| 1.0 إيكو تي سي آي 115     | 999 سم مكعب 13 | 115 حصان (085 كيلو واط، 113 حصان) | 200 نيوتن متر (148 رطل قدم) | يدوي 6 سرعات               |
| 1.0 إيكو تي سي آي 150     | 1.498 س.س 14   | 150 حصان (110 كيلو واط، 148 حصان) | 250 نيوتن متر (184 رطل قدم) | يدوي 6 سرعات د.س.ج 7 سرعات |
| 1.0 إيكو تي سي آي 190     | 1.984 س.س 14   | 190 حصان (140 كيلو واط، 187 حصان) | 320 نيوتن متر (236 رطل قدم) | د.س.ج 7 سرعات              |
| 1.0 إيكو تي سي آي 4 درايف | 1.984 س.س 14   | 300 حصان (221 كيلو واط، 296 حصان) | 400 نيوتن متر (295 رطل قدم) | د.س.ج 7 سرعات              |
| محرك الديزل               |                |                                   |                             |                            |
| 2.0 تي دي آي 115          | 1.598 س.س 14   | 115 حصان (085 كيلو واط، 113 حصان) | 250 نيوتن متر (184 رطل قدم) | يدوي 6 سرعات د.س.ج 7 سرعات |
| 2.0 تي دي آي 150-4 درايف  | 1.968 س.س 14   | 150 حصان (110 كيلو واط، 148 حصان) | 320 نيوتن متر (236 رطل قدم) | يدوي 6 سرعات د.س.ج 7 سرعات |
| 2.0 تي دي آي 190-4 درايف  | 1.968 س.س 14   | 190 حصان (140 كيلو واط، 187 حصان) | 400 نيوتن متر (295 رطل قدم) | د.س.ج 7 سرعات              |

## كوبرا أتيكا
تباع أتيكا أيضاً تحت علامة تجارية جديدة موجهة للأداء، كوبرا، تعتمد سياراتها على طرازات سيات الحالية. ونتيجة لذلك، فإن السيارة لا تحمل شعار سيات لصالح شعار كوبرا النحاسي.
تتميز بمصدات أمامية وخلفية معاد تصميمها، وأنابيب عادم رباعية، وتفاصيل سوداء لامعة على العديد من العناصر الخارجية، بما في ذلك المرايا الجانبية والقوالب الجانبية والعجلات والشبكة الأمامية.
تحصل كوبرا أتيكا على محرك بنزين توربيني سعة 2.0 لتر بقوة 300 حصان (221 كيلو واط، 296 حصان) ومزود بناقل حركة أوتوماتيكي مزدوج القابض دي سي جي  بسبع سرعات، ودفع رباعي الدفع ونظام تعليق متكيف.
تدعي سيات أن المجموعة يمكن أن تأخذ سيارة الدفع الرباعي المدمجة من 0-100 كم / ساعة (0-62 ميلاً في الساعة) في 5.4 ثانية مع سرعة قصوى تبلغ 245 كم / ساعة (152 ميلاً في الساعة).
يمكن للسيارة العمل في عدد من الأوضاع، بما في ذلك إعداد «كوبرا» الجديد الذي يعمل على رفع مستوى التعليق ويسمح بمزيد من ضوضاء المحرك من خلال المقصورة.
كمعيار، يأتي كل طراز من طراز كوبرا أتيكا مزوداً بعجلات معدنية مقاس 19 بوصة ومقاعد الكانتارا سوداء ومجموعة أدوات رقمية وشحن لاسلكي للهاتف وشاشة تعمل باللمس مقاس 8 بوصات وتحكم ديناميكي في الهيكل. تشتمل المجموعة الاختيارية على نظام صوت بيتس وعجلات مقاس 20 بوصة وسقف بانورامي وعامود سحب.

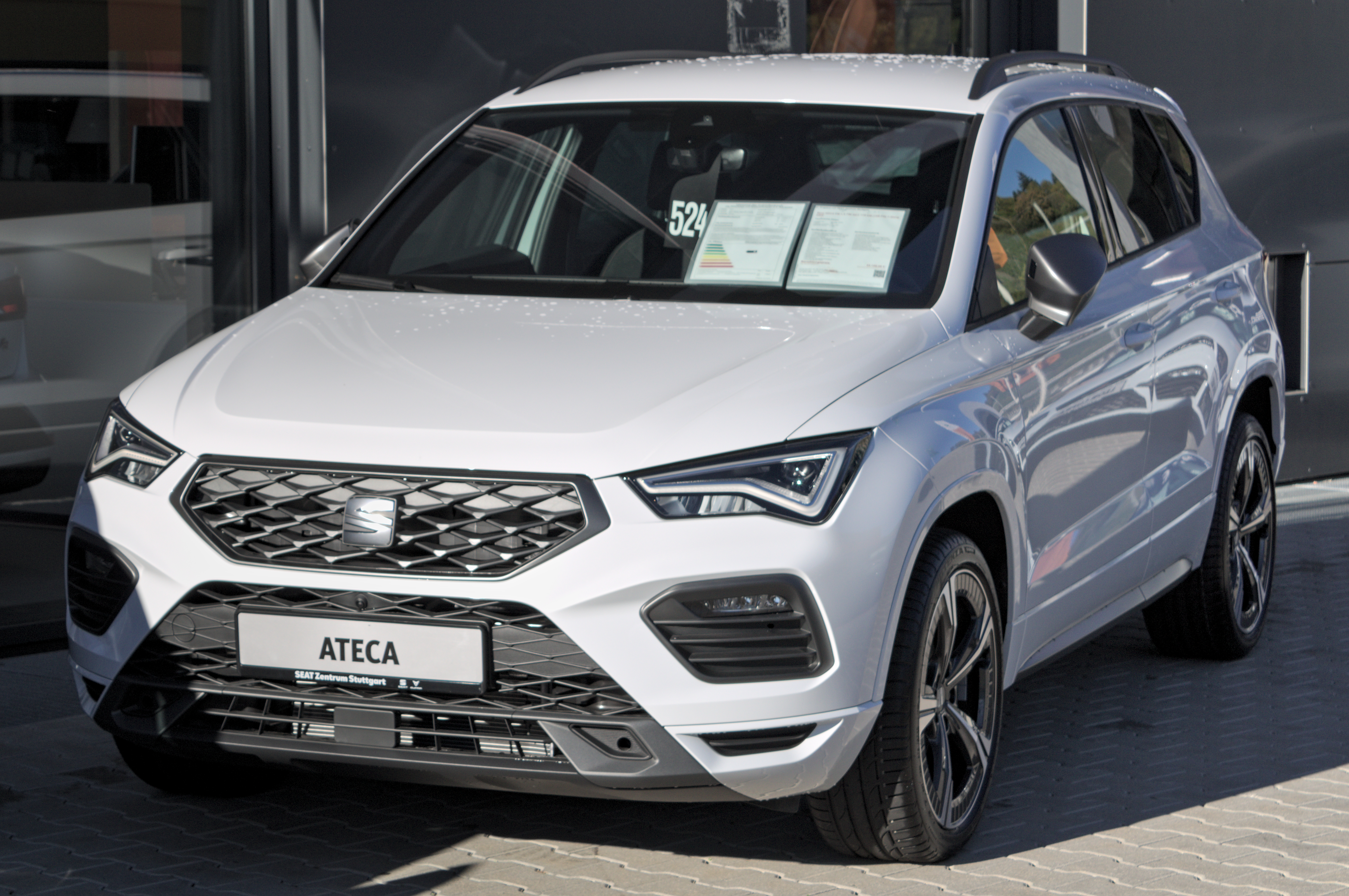
سيات أتيكا (الواجهة)

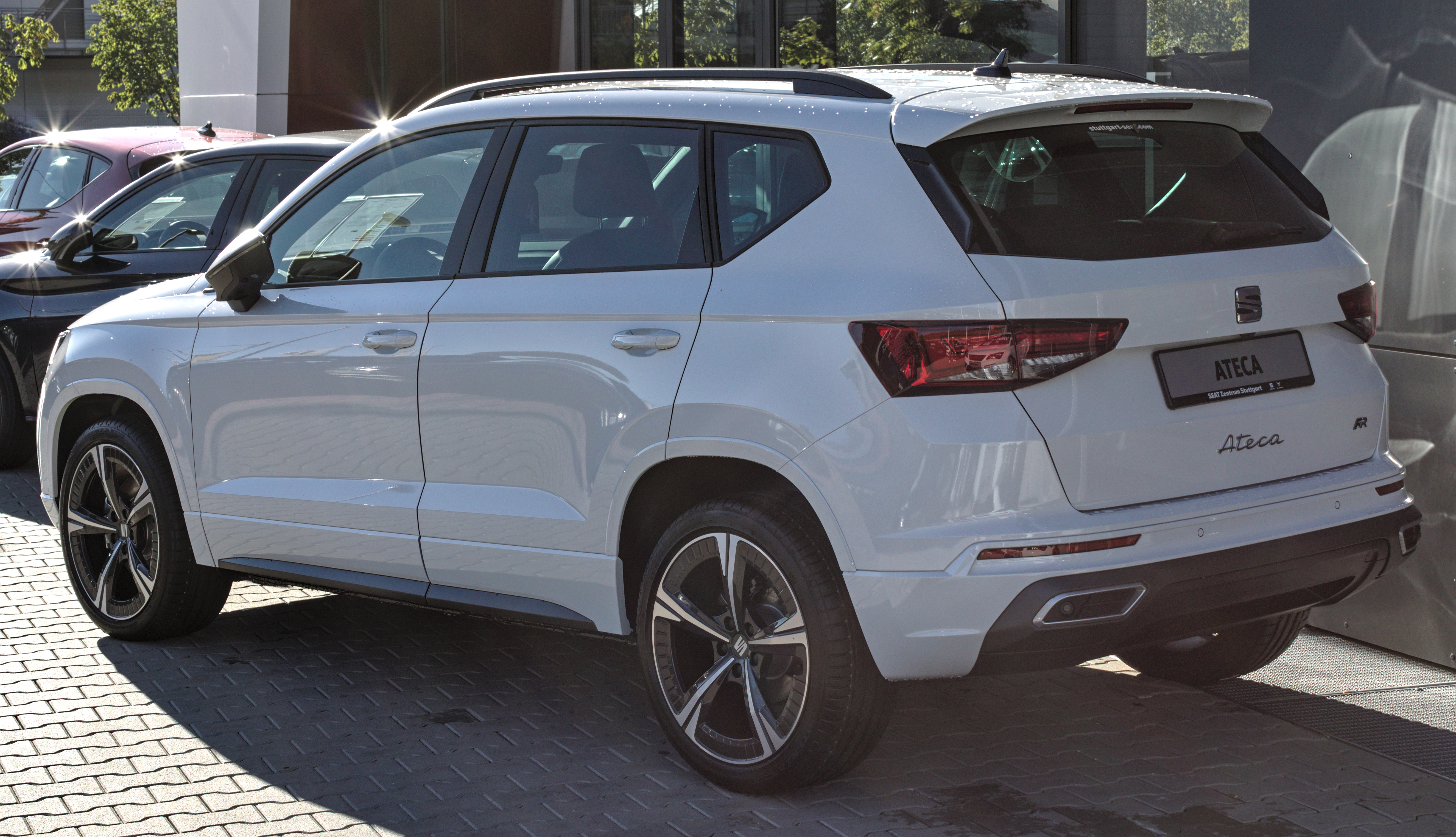
سيات أتيكا (من الخلف)

## شد الواجهة
تم الكشف عن أتيكا المحسّنة في يونيو 2020. تشمل التنقيحات الخارجية على طراز أتيكا السابق مصدات معاد تصميمها، وشبكة رادياتير منقحة، ومصابيح أمامية إل إي دي جديدة ومصابيح خلفية وزوج من مصابيح الضباب المعاد تصميمها.
تشترك وحدات الإضاءة الخلفية في تصميم مماثل لـ تراكو وتتميز بمؤشرات متسلسلة على مستويات القطع إف آر و إكسبيرينس.
تم استبدال تصميم شارة رأس كتلة أتيكا لنفس النص المكتوب بخط اليد الموجود في الجزء الخلفي من ليون الجديد.
في الداخل، تحصل أتيكا المحسّنة على عجلة قيادة جلدية جديدة، وبطاقات أبواب محدّثة ومجموعة مختارة من تصاميم التنجيد الجديدة. وهناك أيضاً مقعد السائق القابل للضبط كهربائياً بثماني اتجاهات وزوج من منافذ يو أس بي الجديدة ونظام الإضاءة المحيطة متعدد الألوان والتعرف على الصوت. تلقت أتيكا نظام معلومات ترفيهي مقاس 8.25 بوصة كمعيار مع وحدة أكبر مقاس 9.2 بوصة كخيار.

## المبيعات والإنتاج
| العام | مبيعات أوروبا | الإنتاج |
| ----- | ------------- | ------- |
| 2016  | 22.298        | 35.833  |
| 2017  | 74.692        | 77.483  |
| 2018  | 71.666        | 90.824  |
| 2019  | 90.291        | 98.397  |
| 2020  | 70.408        |         |

## روابط خارجية
الموقع الرسمي نسخة محفوظة 4 مايو 2021 على موقع واي باك مشين.

## أصل التسمية
أتيكا هو اسم مدينة اسبانية تقع غرب سرقسطة.

## معرض الصور

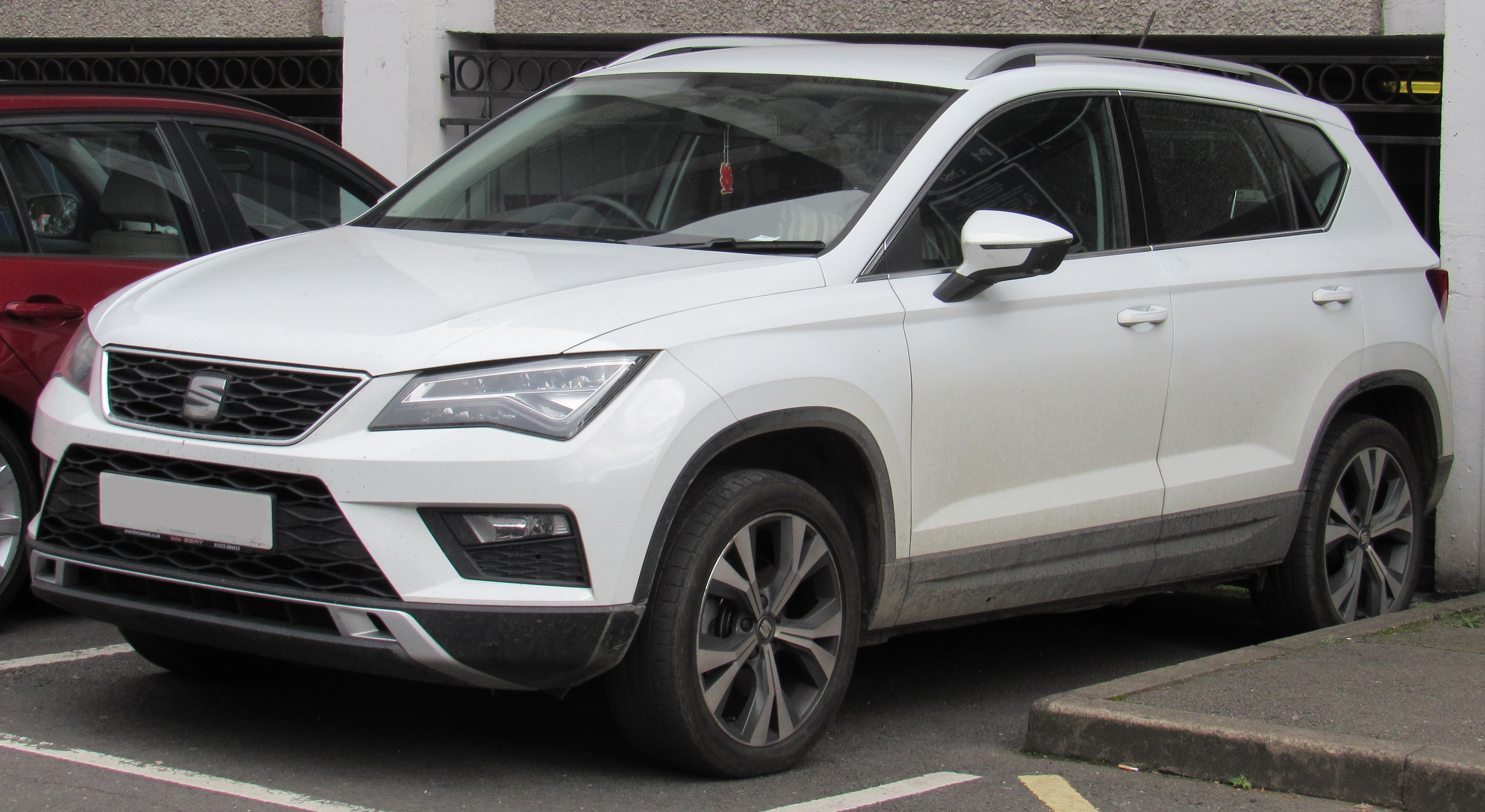
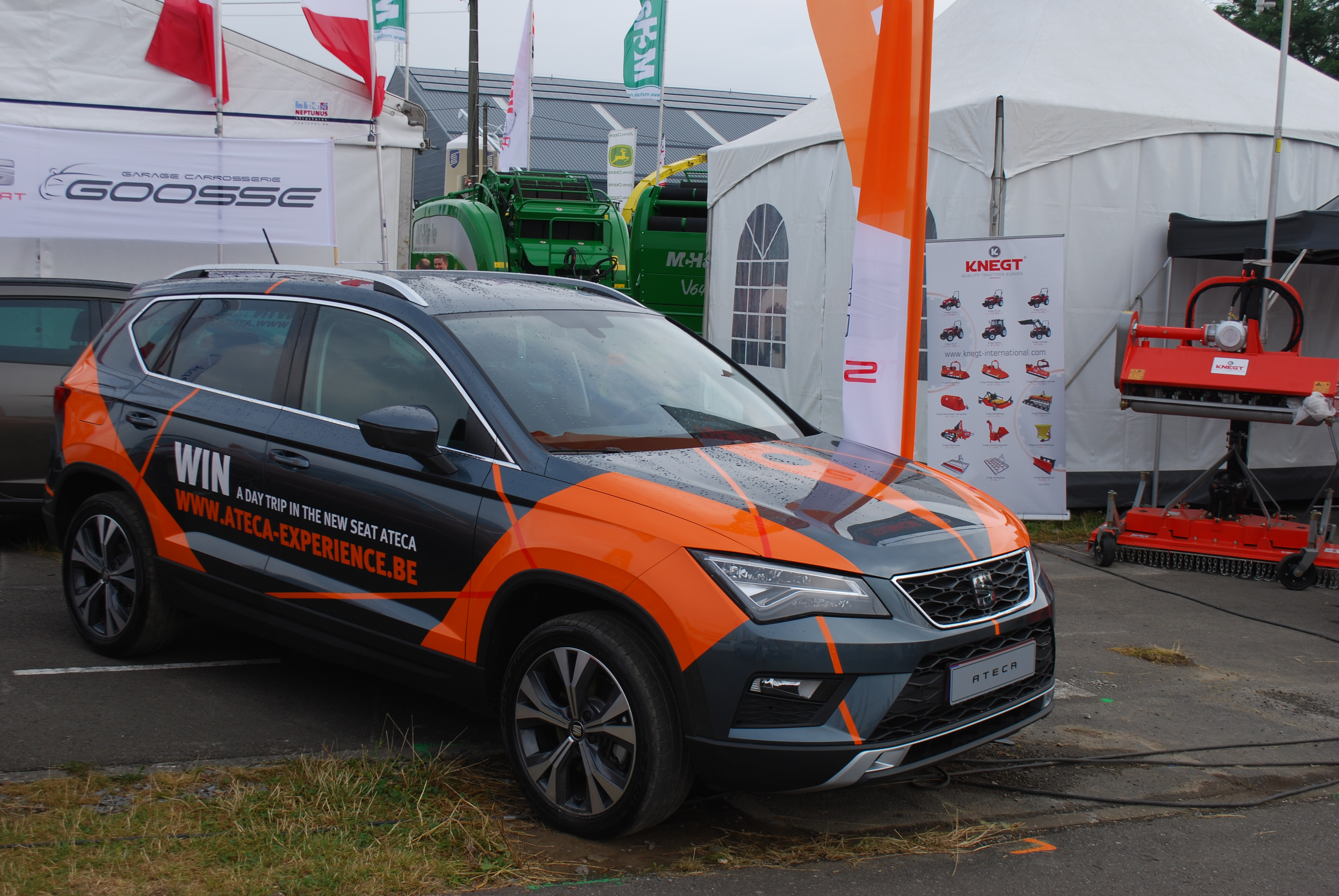
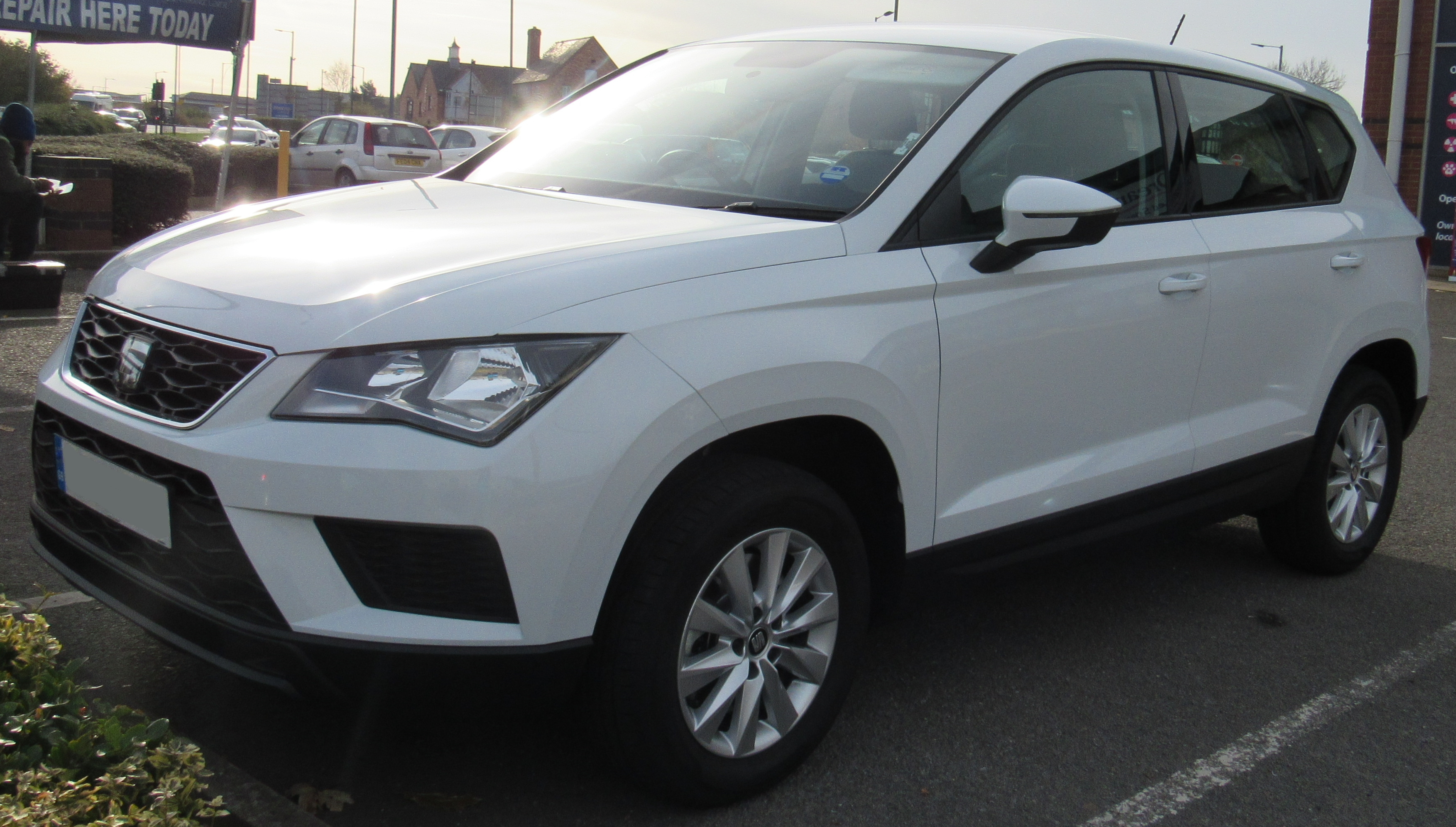
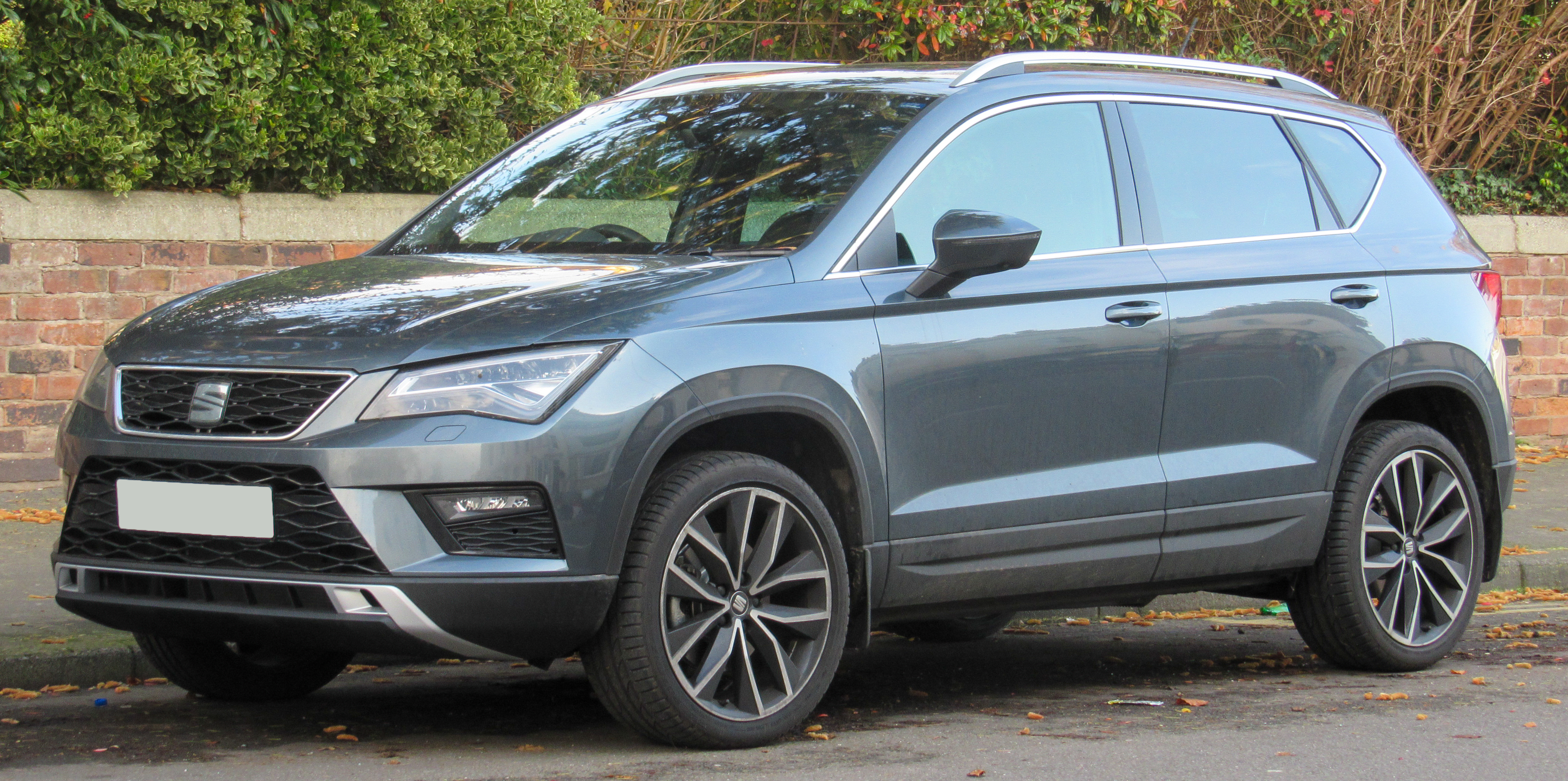
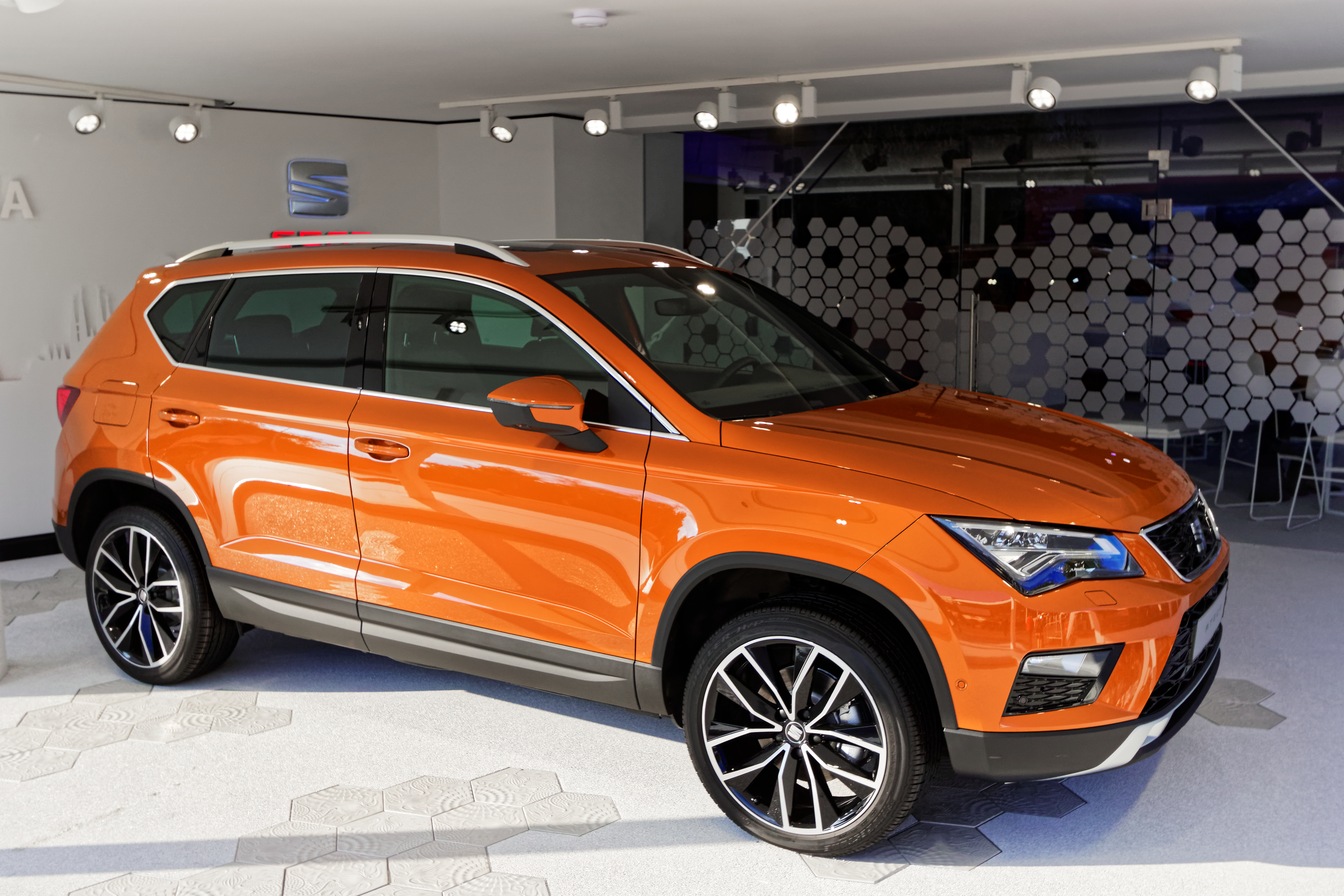
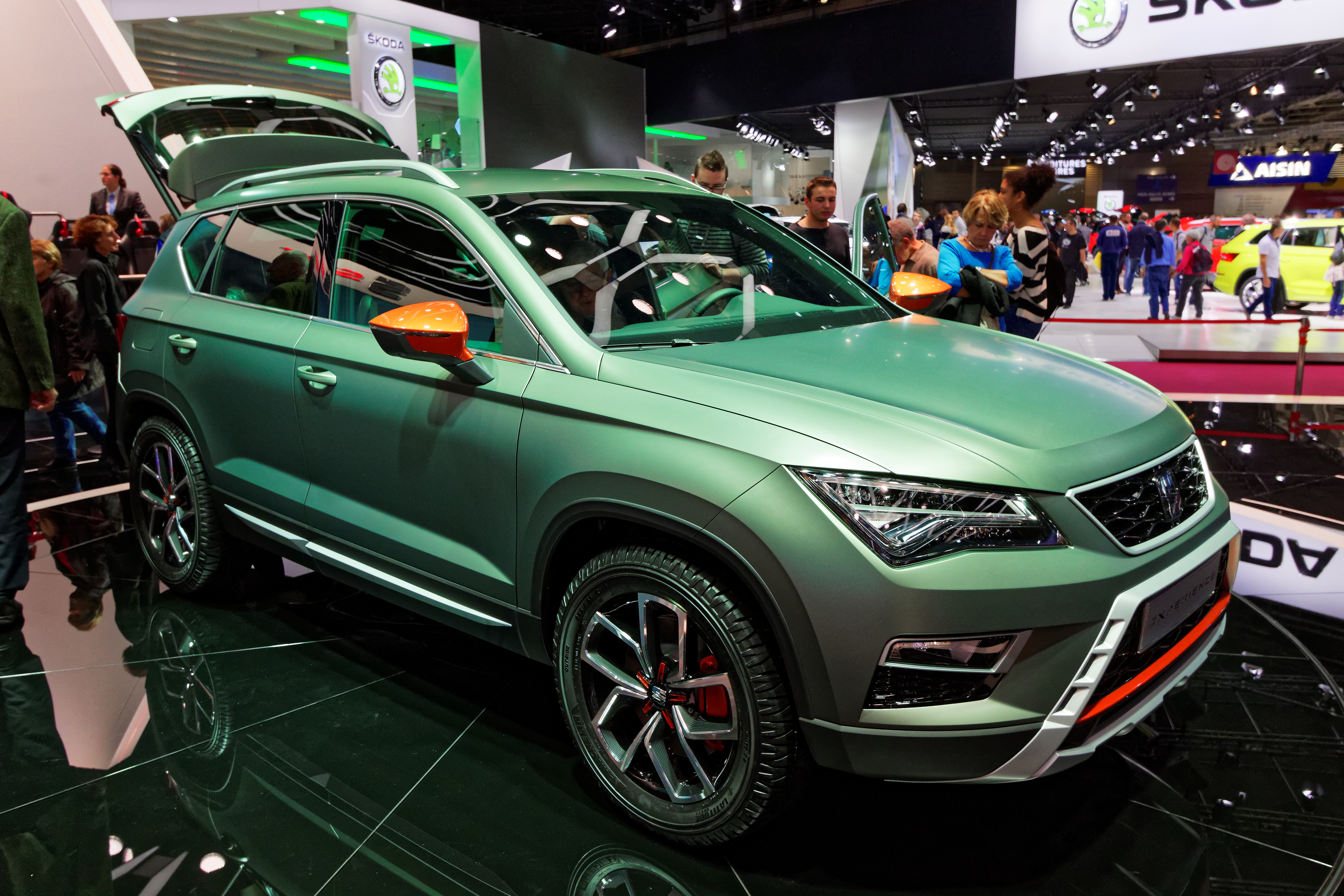